# Titularbistum Castra Severiana
Castra Severiana ist ein Titularbistum der römisch-katholischen Kirche. 
Es geht zurück auf einen früheren Bischofssitz in der gleichnamigen antiken Stadt, die sich in der römischen Provinz Mauretania Caesariensis im heutigen nördlichen Algerien befand.
| Titularbischöfe von Castra Severiana |                        |                                                                               |                   |                   |
| Nr.                                  | Name                   | Amt                                                                           | von               | bis               |
| 1                                    | Giuseppe Maritano PIME | Prälat von Macapá (Brasilien)                                                 | 29. Dezember 1965 | 26. Mai 1978      |
| 2                                    | Paul Dacoury-Tabley    | Weihbischof in Abidjan (Elfenbeinküste)                                       | 9. April 1979     | 19. Dezember 1994 |
| 3                                    | Evarist Pinto          | Weihbischof in Karatschi Apostolischer Administrator von Karatschi (Pakistan) | 17. Februar 2000  | 5. Januar 2004    |
| 4                                    | Wassyl Semenjuk        | Weihbischof in Ternopil-Sboriw (Ukraine)                                      | 10. Februar 2004  | 19. Oktober 2006  |
| 5                                    | Pedro Laxague          | Weihbischof in Bahía Blanca (Argentinien)                                     | 14. November 2006 | 3. November 2015  |
| 6                                    | Giorgio Marengo IMC    | Apostolischer Präfekt von Ulaanbaatar (Mongolei)                              | 2. April 2020     | 27. August 2022   |
| 7                                    | Alessandro Giraudo     | Weihbischof in Turin (Italien)                                                | 22. Oktober 2022  |                   |